# Advent-Verlag
Der Advent-Verlag (ehemals Saatkorn-Verlag) ist der offizielle Verlag der Freikirche der Siebenten-Tags-Adventisten in Deutschland. Weiterhin unterhält er den Wartberg-Verlag, als Tochterunternehmen.

## Geschichte
1889 wurde in Hamburg St. Pauli eine Zweigstelle des 1876 gegründeten Basler Verlagshauses Imprimerie Polygotte (heute Advent Verlag Schweiz) unter dem Namen Internationale Traktatgesellschaft eröffnet.
1895 wurde das Verlagshaus mit einer Druckerei und Buchbinderei unter Leitung von Ludwig Richard Conradi in Hamburg selbständig, da der Schweizer Verlag sich mehr auf französische Literatur fokussierte. Ziel des Hamburger Verlagshauses war es, christliche Literatur vom Hamburger Hafen in der ganzen Welt zu verbreiten. Conradi überzeugte die Kapitäne der großen Schiffe, die Literatur aus seinem Verlag mit auf die Reise zu nehmen, um die Kartons mit Zeitschriften und Flugblättern gut sichtbar in den Zielhäfen abzustellen, sodass sich die Leute daran bedienen konnten.
1912 hatte das Verlagshaus bereits 64 Mitarbeiter, man errichtete in zahlreichen Ländern Filialen und stellte Schrifttum in 20 Sprachen her. Im Ersten Weltkrieg wurde die Ausbreitung unterbrochen und aufgrund der hohen Materialkosten die meisten Zweigstellen in anderen Ländern als eigene Verlagshäuser organisiert, lediglich Hamburg und Ungarn blieben unter Leitung des Hamburger Hauses. 1922 wurde die Internationale Traktatgesellschaft in Advent Verlag umbenannt.
In der Zeit des Nationalsozialismus wurde der Betrieb des Verlages erst durch Gesetze stark behindert, sodass keine Schriften mehr gedruckt werden konnten. Ab 1938 wurde die Firma unter Vollmer & Bentlin KG der damaligen Verlagsleiter weiter geführt. Im Juli 1943 wurde der Verlag in einem Bombenangriff zerstört. Nach dem Krieg wurde das Verlagshaus wieder aufgebaut, sodass 1946 das erste Lehrheft für die Sabbatschule wieder produziert werden konnte, 1950 war der Mitarbeiterstand schon auf 160 angewachsen und bis 1958 sogar 201 Angestellte.
Das Verlagshaus wurde 1947 als Saatkorn-Verlag neu firmiert. Man konzentrierte sich nun auf die Herausgabe von Gesundheitsliteratur wie der Heilkraftserie von Ernst Schneider und Kinderbüchern wie Menschen in Gottes Hand. Diese wurden von bis zu 500 Außendienstmitarbeitern, die als Buchevangelisten oder Kolporteure bezeichnet wurden, an den Haustüren verkauft.
Die Druckerei mit dem Namen Grindeldruck wurde in Hamburg durch die technische Weiterentwicklung zu einem leistungsstarken und wettbewerbsfähigen Betrieb vor allem für Fremdaufträge von Geschäftskunden. 1956 wurde die Druckerei als eigenständige Firma organisiert und beschäftigte über 200 Mitarbeiter. 1995 wurde die Druckerei an den Unternehmer Peter Streit verkauft, der weiterhin für den Advent-Verlag Dienstleister war. 2010 meldete die Druckerei Insolvenz an und 2013 wurde der Betrieb eingestellt.
1994 zog der Verlag von Hamburg nach Lüneburg. Im gleichen Jahr wurde der sogenannte Leserkreis gegründet. Dies war eine Solidargemeinschaft von Gemeindegliedern, die sich verpflichtete jedes Quartal zwei bis drei Bücher zu erwerben, um die Finanzierung von mehr Büchern mit Inhalten zum Gemeindeleben zu gewährleisten.
Durch den Kauf weiterer Verlage entstand eine Verlagsgruppe mit unterschiedlichen Themenbereichen. Zu dieser Gruppe gehörte der Saatkorn-Verlag, der 1963 gegründete Advent-Verlag, der im Jahr 2000 gegründete ChriSTA Medien und der Findling Buchverlag des Antiquariats-Union Vertriebs, welche 2017 zum heutigen Advent-Verlag verschmolz.

## Veröffentlichungen und Dienstleistungen
Der Verlag ist der Herausgeber von christlichen Büchern, Zeitschriften, Studienmaterialien und Andachtsbüchern. Für die Gemeinden der Siebenten-Tags-Adventisten publiziert der Advevent-Verlag die Gemeinde-Informationszeitschrift Adventisten heute mit Adventist World und dem einmal im Quartal erscheinenden Studienhefte zur Bibel, welches gemeinsam mit dem Arbeitskreis für die Sabbatschule erstellt wird. In Kooperation mit Hope Media und dem adventistischen Toplife Wegweiser Verlag in Österreich wird seit 2020 das Hope Magazin herausgegeben.
Weiterhin werden vom Advent-Verlag verschiedene Dienstleistungen für die Freikirche der Siebenten-Tags-Adventisten und ihre Einrichtungen übernommen. Dazu zählen die Verwaltung des Zentrallagers der Freikirche, welches Materialien der Christlichen Pfadfinderinnen und Pfadfinder der Adventjugend deutschlandweit ausliefert, das Erstellen von Druckaufträgen für die Gemeinden und Institutionen der Freikirche, wie ADRA, Hope Media oder die Theologische Hochschule Friedensau, sowie Buchhaltungs- und Finanzdienstleistungen für Stiftungen und Pflegeheime der Adventisten.